# Тюленевский сельсовет
Тюленевский сельсовет — упразднённые административно-территориальная единица и сельское поселение в Шадринском районе Курганской области Российской Федерации.
Административный центр — село Тюленево.
С 23 декабря 2021 года Законом Курганской области от 10.12.2021 № 140 муниципальный район был преобразован в муниципальный округ, в административном районе упразднён сельсовет.

## История
Статус и границы сельского поселения установлены Законом Курганской области от 4 ноября 2004 года № 754 «Об установлении границ муниципального образования Тюленевского сельсовета, входящего в состав муниципального образования Шадринского района».

## Население
| 1989 | 2002 | 2004 | 2010 | 2012 | 2013 | 2014 |
| ---- | ---- | ---- | ---- | ---- | ---- | ---- |
| 799  | ↘266 | ↘250 | ↘171 | ↘168 | ↘155 | ↘146 |
| 2015 | 2016 | 2017 | 2018 | 2019 | 2020 |      |
| ↘131 | ↘129 | ↘122 | ↘113 | ↘107 | ↘104 |      |

## Состав сельского поселения
| № | Населённый пункт | Тип населённого пункта       | Население |
| - | ---------------- | ---------------------------- | --------- |
| 1 | Тюленево         | село, административный центр | ↘147      |
| 2 | Шаньгина         | деревня                      | ↘24       |

## Местное самоуправление
Главы Тюленевского сельсовета
- с 25 января 2015 года — Цуркан Александр Павлович[12]